# El Molar (ort i Spanien, Katalonien)
El Molar är en ort i Spanien.   Den ligger i provinsen Província de Tarragona och regionen Katalonien, i den östra delen av landet, 400 km öster om huvudstaden Madrid. El Molar ligger 223 meter över havet och antalet invånare är 302.
Terrängen runt El Molar är kuperad åt nordväst, men åt sydost är den platt. Runt El Molar är det ganska glesbefolkat, med 48 invånare per kvadratkilometer. Närmaste större samhälle är Falset, 9,7 km öster om El Molar. 